# Flecha Brabanzona 2016
La 56.ª edición de la clásica ciclista Flecha Brabanzona (llamado oficialmente: De Brabantse Pijl-La Flèche Brabanconne) fue una carrera en Bélgica que se celebró el 13 de abril de 2016 sobre un recorrido de 205,3 kilómetros.
Formó parte del UCI Europe Tour en su máxima categoría 1.HC.

## Equipos participantes
| WorldTeams (8)- BMC Racing Team - Cannondale - Dimension Data - Etixx-Quick Step - Giant-Alpecin - IAM Cycling - Lotto-Soudal - Orica-GreenEDGE Equipos continentales profesionales (17)- Bardiani CSF - Bora-Argon 18 - CCC Sprandi Polkowice - Cofidis, Solutions Crédits - Direct Énergie - Drapac - Fortuneo-Vital Concept - Gazprom-RusVelo - Team Novo Nordisk - ONE Pro Cycling - Roompot-Oranje Peloton - Team Roth - Southeast-Venezuela - Stölting Service Group - Topsport Vlaanderen-Baloise - Verva ActiveJet - Wanty-Groupe Gobert |
| |

## Clasificación final
- Las clasificaciones finalizaron de la siguiente forma:[1]

| \| Clasificación general \| Clasificación general \| Clasificación general \| Clasificación general \| Clasificación general \| \| Ciclista \| Ciclista \| Equipo \| Tiempo \| \| \| --------------------- \| --------------------- \| ---------------------- \| --------------------- \| --------------------- \| \| 1.º \| Petr Vakoč \| Etixx-Quick Step \| \| \| \| 2.º \| Tony Gallopin \| Lotto-Soudal \| \| \| \| 3.º \| Enrico Gasparotto \| Wanty-Groupe Gobert \| \| \| \| 4.º \| Bryan Coquard \| Direct Énergie \| \| \| \| 5.º \| Michael Matthews \| Orica-GreenEDGE \| \| \| \| 6.º \| Sonny Colbrelli \| Bardiani CSF \| \| \| \| 7.º \| Maurits Lammertink \| Roompot-Oranje Peloton \| \| \| \| 8.º \| Julian Alaphilippe \| Etixx-Quick Step \| \| \| \| 9.º \| Tom Slagter \| Cannondale \| \| \| \| 10.º \| Loïc Vliegen \| BMC Racing Team \| \| \| |                    |                        |        |
| |                    |                        |        |
| Fuentes: ProCyclingStats Cycling Quotient Cycling Archives |                    |                        |        |
| Clasificación general |                    |                        |        |
| Ciclista | Ciclista           | Equipo                 | Tiempo |
| 1.º | Petr Vakoč         | Etixx-Quick Step       |        |
| 2.º | Tony Gallopin      | Lotto-Soudal           |        |
| 3.º | Enrico Gasparotto  | Wanty-Groupe Gobert    |        |
| 4.º | Bryan Coquard      | Direct Énergie         |        |
| 5.º | Michael Matthews   | Orica-GreenEDGE        |        |
| 6.º | Sonny Colbrelli    | Bardiani CSF           |        |
| 7.º | Maurits Lammertink | Roompot-Oranje Peloton |        |
| 8.º | Julian Alaphilippe | Etixx-Quick Step       |        |
| 9.º | Tom Slagter        | Cannondale             |        |
| 10.º | Loïc Vliegen       | BMC Racing Team        |        |